# Adolf Rögner
Adolf Rögner (* 11. Oktober 1904 in München; † 28. Februar 1971 in Günzburg) war ein deutscher Funktionshäftling in Konzentrationslagern, der den ersten Frankfurter Auschwitzprozess ins Rollen brachte.

## Leben

### Herkunft, Schulzeit und Beruf
Rögner war der Sohn eines Ingenieurs. Nach der Volksschulzeit besuchte er zunächst das Gymnasium. Nach mehreren Schulwechseln ging er 1918 vorzeitig von der Schule ab, absolvierte anschließend für drei Jahre Praktika in süddeutschen Elektrizitäts- und Maschinenwerken und gab später als Beruf Elektrotechniker an. Er machte sich 1929 mit einem Elektrogeschäft in München selbstständig, für das er 1934 Konkurs anmelden musste. Seine 1928 geschlossene Ehe wurde später zu einem nicht bekannten Zeitpunkt geschieden.
Am 11. März 1930 wurde der „trotz seiner Jugend schon häufig bestrafte 25 Jahre alte Elektrotechniker Adolf Rögner“ von einem Gericht in München „wegen 32 Betrügereien, Urkundenfälschung und Diebstahl“ zu eineinhalb Jahren Gefängnis verurteilt. Er hatte unter anderem Wechsel mit dem Namen eines Landgerichtsrats unterzeichnet, dessen Namen er gewählt hatte, weil „mich dieser Herr schon zweieinhalb Jahre eingesperrt hat“. Dem Richter gegenüber gab er als Rechtfertigung seiner Betrügereien an: „Na ja, Herr Vorsitzender, wenn man kein Geld hat, das ist auch nicht schön!“

### Zeit des Nationalsozialismus – Verurteilungen und KZ-Haft
Mit Beginn der Zeit des Nationalsozialismus war Rögner bereits mehrfach vorbestraft, unter anderem wegen Diebstahls und Urkundenfälschung. Durch das Landgericht München wurde Rögner wegen mehrfachen Betrugs und weiterer Delikte zu fünf Jahren Zuchthaus verurteilt, die er unter anderem im KZ Esterwegen verbüßte. Nach seiner Entlassung wurde er im Rahmen polizeilicher Vorbeugehaft im August 1940 in das KZ Dachau eingewiesen. Von dort wurde er am 8. Mai 1941 mit weiteren Häftlingen in das Stammlager des KZ Auschwitz überstellt, wo er als sogenannter „Berufsverbrecher“ registriert wurde (Häftlingsnummer 15.465) und den Grünen Winkel tragen musste. Ab 1942 war er Kapo des Elektrikerkommandos. Laut ehemaligen Mithäftlingen verhielt er sich ihnen gegenüber kameradschaftlich und anständig. Nachweislich rettete er in seinem Kommando einem jüdischen Mithäftling das Leben, ebenso wie sechs von der Vergasung bedrohten jüdischen Lehrlingen im Jugendalter. Kurz vor der Befreiung von Auschwitz gelangte er im Januar 1945 auf einem Todesmarsch in das KZ Mauthausen, von wo er noch in die Lager Melk, Gusen und zuletzt Ebensee verlegt wurde. In Ebensee wurde er am 6. Mai 1945 durch eine Division der 3. US-Armee befreit.

### Nachkriegszeit: Internierung – Berichterstatter und Identifizierer
Nach seiner Befreiung wurde Rögner in Bayern als ehemaliger Kapo im Juni 1945 durch die amerikanischen Besatzungsbehörden festgenommen und durchlief in Süddeutschland mehrere Internierungslager. Infolge eidesstattlicher Erklärungen Auschwitzüberlebender, die Rögners selbstlosen Einsatz für Mithäftlinge hervorhoben, wurde dieser im Dezember 1946 aus der Internierung entlassen. Seit seiner Internierung stellte er sich amerikanischen Ermittlern, die mit der Aufklärung von Kriegsverbrechen befasst waren, als Berichterstatter und Identifizierer von Tätern zur Verfügung. So suizidierte sich im August 1945 Richard Stolten im Internierungslager Moosburg, nachdem er von Rögner als ehemaliger Angehöriger der Lager-SS im KZ Auschwitz identifiziert worden war.
Mitte Dezember 1945 lag Rögners Tatsachenbericht aus dem Konzentrations- und Vernichtungslager Auschwitz I, II und III i/O.S. (in Oberschlesien) vor, der jedoch nie publiziert wurde. Am 3. Juni 1946 folgte seine Einzelbeurteilung von ehemaligen SS-Angehörigen des Konzentrationslagers Auschwitz I, II und III. 
Noch bis 1948 kooperierte er mit den zuständigen amerikanischen Dienststellen, die auch mit der Vorbereitung der Nürnberger und Dachauer Prozesse befasst waren.

### Erneute Haft und Anzeigenerstatter
Im Zusammenhang mit Aufklärung und Verfolgung von NS-Gewaltverbrechen in Konzentrationslagern stellte sich Rögner bis in die 1960er Jahre deutschen Strafverfolgungsinstanzen zur Verfügung: So informierte er bald nach seiner Entlassung aus der Internierung den Staatskommissar für rassisch, religiös und politisch Verfolgte in Bayern Philipp Auerbach sowie den zuständigen Untersuchungsrichter am Landgericht München II, der zu Gewaltverbrechen im KZ Dachau ermittelte, mittels Listen und Berichten über belastete Angehörige der Lager-SS und potentielle Zeugen für NS-Prozesse.
In den 1950er Jahren verbüßte Rögner aufgrund krimineller Delikte Haftstrafen. Auch aus der Haft heraus stellte er zahlreiche Anzeigen gegen ehemalige Angehörige des KZ-Lagerpersonals, allein in München wurden entsprechend 14 Verfahren eingeleitet. Beispielsweise wurde Wilhelm Reischenbeck durch Rögner im Januar 1955 wegen der Morde während der Todesmärsche aus dem KZ Auschwitz in München angezeigt. Ab 1958 kooperierte Rögner auch mit der neu gegründeten Zentralen Stelle der Landesjustizverwaltungen zur Aufklärung nationalsozialistischer Verbrechen.
Wegen Meineids und Falschaussage im Verfahren gegen Egon Zill, das wiederum zum Verfahren gegen Karl Kapp geführt hatte, wurde Rögner im Juli 1958 verurteilt. Unter Berücksichtigung einer zweijährigen Zuchthausstrafe vom Juni 1957 wegen fortgesetzten Betrugs wurde eine Gesamtstrafe von fünf Jahren und drei Monaten gegen ihn verhängt samt „dauernder Eidesunfähigkeit“. 1961 befand er sich im Vollzugskrankenhaus Hohenasperg.

### Anstoß zum ersten Frankfurter Auschwitzprozess
Während Rögner in der Landesstrafanstalt Bruchsal eine Haftstrafe verbüßte, gab er am 1. März 1958 der Staatsanwaltschaft in Stuttgart den Wohnort von Wilhelm Boger, seinerzeit Angehöriger der Lagergestapo im KZ Auschwitz, bekannt. Er führte dabei aus, Boger wäre „schwerstens belastet, durch seine im ehem. KZ Auschwitz I und II begangenen Verbrechen gegen die Menschlichkeit (Massenmord, Selektionen, Totschlag, Geständniserpressungen mit und ohne Schaukel usw.)“. Des Weiteren wies er die Staatsanwaltschaft zur weiteren Zeugenermittlung auf das Internationale Auschwitzkommitee, dessen Generalsekretär seinerzeit Hermann Langbein war, und den Zentralrat der Juden in Deutschland hin. Wenige Monate später benannte er weitere potentielle Zeugen und beschuldigte weitere ehemalige Angehörige der Auschwitzer Lager-SS.
Entsprechende Ermittlungen kamen in der Folge nur langsam voran. Rögner galt bei den Ermittlungsbehörden als gewohnheitsmäßiger Anzeigeerstatter und Querulant. Ein für den Fall zuständiger Staatsanwalt bezeichnete Rögner gegenüber Vernehmern als „geltungssüchtigen Psychopathen“, forderte jedoch aufgrund der Schwere der Vorwürfe akribische Ermittlungen ein. Aufgrund Langbeins Interventionen bei der Stuttgarter Staatsanwaltschaft wurden schließlich die von Rögner und Langbein selbst aufgeführten Zeugen vernommen und entsprechende Beweismittel gesichert. In der Folge kam Boger im Oktober 1958 in Untersuchungshaft. Rögner gab somit „den ersten wichtigen Anstoß“ für den ersten Frankfurter Auschwitzprozess:

„Es ist davon auszugehen, dass ohne die Strafanzeige des früheren Häftlings Adolf Rögner, die wichtige Einflussnahme des Hermann Langbein und die Initiative des hessischen Generalstaatsanwalts Fritz Bauer in einer Zeit, in der man sich anschickte der Strafverfolgung von NS-Tätern und auch der Wiedergutmachung ein möglichst täter- und staatskassenbegünstigendes Ende zu bereiten, es nicht zu einer umfassenden Untersuchung der in Auschwitz begangenen Verbrechen gekommen wäre.“

### Armut, Krankheit, Wiedergutmachungsanträge und Tod
Rögner war durch die KZ-Lagerhaft chronisch krank und erwerbsunfähig. Er lebte in ärmlichen Verhältnissen und bezog für seinen Lebensunterhalt nur geringe Wohlfahrtsleistungen. Sein 1950 gestellter Antrag auf Wiedergutmachung wegen des erlittenen NS-Unrechts wurde 1952 abschlägig beschieden, da er als ehemaliger krimineller Häftling nicht anspruchsberechtigt war. Auch seine dagegen gerichteten mehrfachen Einsprüche und Bittgesuche blieben fast 20 Jahre erfolglos.
Rögner versuchte 1962 und 1965 in die DDR überzusiedeln, was ihm jedoch letztlich durch das MfS aufgrund seiner Vorstrafen, der seinerzeitigen Kooperation mit amerikanischen Ermittlern sowie der Erwerbsunfähigkeit verwehrt wurde. Eine vom DDR-Regime gegen ihn verhängte Einreisesperre wurde unter anderem damit begründet, dass er ein „asoziales Element“ sei. Rögner, der 1968 wegen Betrugs und anderer Delikte zu einer vierjährigen Zuchthausstrafe verurteilt worden war, starb Ende Februar 1971 in der Nervenheilanstalt Günzburg. Erst wenige Tage vor seinem Tod bekam er über 20 Jahre nach seiner Antragstellung Entschädigungsleistungen als NS-Opfer zugesprochen.